# Marcos (Ilocos Norte)
Marcos è una municipalità di quarta classe delle Filippine, situata nella Provincia di Ilocos Norte, nella Regione di Ilocos.
La municipalità trae il proprio nome dall'omonima dinastia politica di Ilocos Norte. Marcos è formata da 13 baranggay:
- Cacafean
- Daquioag
- Elizabeth (Culao)
- Escoda
- Ferdinand
- Fortuna
- Imelda (Capariaan)
- Lydia (Pob.)
- Mabuti
- Pacifico (Agunit)
- Santiago
- Tabucbuc (Ragas)
- Valdez (Biding)